# Теветкел, Николай Александрович
Никола́й Алекса́ндрович Теветке́л (настоящая фамилия Петровский) (11 июля 1937 г., дер. Савка, Чувашская АССР) — чувашский писатель, поэт, драматург, литературный переводчик. 
В Союзе писателей СССР с 1976 года. Заслуженный деятель искусств Чувашской Республики (1997). Народный поэт Чувашской Республики (2022).

## Биография
Учился в Мариинско-Посадском профтехучилище, Чебоксарском художественном училище (1958-59), на Высших литературных курсах при Литературном институте им. А. М. Горького (1979-81).
Работал столяром-краснодеревщиком, плотником, маляром, художником-оформителем. Трудился на Чебоксарском хлопчатобумажном комбинате.

## Творчество
В периодической печати его стихи стали выходить в начале 1960-х годов. Книга «Ҫамрӑклӑх сӑввисем» (Стихи юности) вышла в 1964 году. Печатался в московских журналах.
Стихотворная трагедия «Киремет» с успехом была поставлена на сцене Чувашского академического драматического театра. Ввёл в чувашскую поэзию язык сонета.
Также писал прозаические произведения.
Опубликованы более 10 книг, в том числе:
- «Ҫамрӑклӑх сӑввисем» (Стихи молодости, (1964);
- «Ҫын чӗртнӗ ҫутӑсем» (Огни, зажженные людьми, 1966);
- «Шурă ката» (Белая роща, 1974);
- «Хура сулӑ» (Чёрный браслет, 1978);
- «Сывлăмпи» (Росиночка, 1982);
- «Асамлă хĕл» (Волшебная зима, 1983);
- «Хĕвел кĕлти» (Сноп солнца, 1987);
- «Янăравлă тÿпе» (Звенящее небо, 1992);
- «Сонетсем (1962—1993)» (Сонеты, 1995);
- «Ҫерлехи ҫутӑсем» (Далекие огни, 2014).

### Переводы
Перевёл на чувашский язык сонеты У. Шекспира, произведения А. Рембо, В. Гюго, Р. Киплинга и др.